# Stan Hales
R. Stanton Hales Jr., también conocido como Stan Hales, nació el 16 de marzo de 1942, en Pasadena, California, Estados Unidos. Stan es un reconocido matemático y educador, especializado en combinatorias, además de haber sido un destacado badmintonista.

## Biografía
Stan Hales estudió en el Polytechnic School en Pasadena; en 1964, era miembro de la fraternidad Phi Beta Kappa y se graduó de la Universidad de Pomona, en Claremont, California. Más tarde, realizó estudios de posgrado en matemáticas en la Universidad de Harvard en Cambridge, Massachusetts, donde completó una maestría y un doctorado en filosofía, además de haber obtenido el premio "Woodrow Wilson Fellow" durante el año académico 1964-1965 y haber trabajado como profesor asistente de 1965 a 1967.
En 1967, Stan Hales regresó a la Universidad de Pomona; en 1973, fue nombrado decano asociado y, en 1982, sirvió como decano interino por un año.  En 1971, Stan Hales recibió el reconocimiento "Rudolph J. Wig Distinguished Professorship Award". Posteriormente, Stan Hales se incorporó como profesor de matemáticas y de ciencias computacionales al "The College of Wooster"; de 1990 a 1995, sirvió como vicepresidente de asuntos académicos y, a partir de 1995, fue designado presidente del "The College of Wooster" hasta retirarse en julio de 2007. En 2004, Hales recibió un doctorado honorario en ciencias de la Universidad de Pomona. A partir de 2007, se dedicó a impartir asesoría como consultor afiliado al Academic Search, Inc. En 2011,  recibió un doctorado en leyes del "The College of Wooster" y, en 2013, un doctorado honorario de literatura del Centre College.
Hales también se desempeñó como tesorero y miembro directivo de la Association of American Colleges and Universities, además de haber presidido el comité ejecutivo de la Great Lakes Colleges Association. También fue miembro del consejo directivo de la Association of Independent Colleges and Universities y de la Association of Presbyterian Colleges and Universities, así como presidente de la North Coast Athletic Conference.
Como badmintonista, Stan Hales fue campeón de singles del Campeonato Nacional de Bádminton de los Estados Unidos en 1970 y 1971. A lo largo de su carrera de 40 años en el bádminton, representó a Estados Unidos en la Thomas Cup, tanto de jugador y como de entrenador. También fue miembro del consejo de la Federación de Bádminton Internacional por 10 años y fue uno de los tres árbitros asistentes del bádminton durante los Juegos Olímpicos de Atlanta 1986. Como juvenil, Stan Hales logró el título nacional de singles en 1959 y 1960, mismo que volvió a ganar como veterano (60 años y mayores) en 2002 y 2003. En el ámbito internacional, Stan Hales y Rod Starkey ganaron el título de dobles del Campeonato Nacional Abierto de México en 1967; junto con su esposa Diane Hales, Stan Hales ganó el título de mixtos en ese mismo torneo, mismo que volvió a ganar Stan Hales en 1972, de compañero de Gay Meyer. Asimismo, Stan Hales es coautor de un libro escrito junto con Margaret Varner Bloss titulado "Badminton".
Como servidor público, Stan Hales sirvió en 2003-04 como miembro de la Comisión de Educación Superior y Economía del Gobernador Robert A. Taft. 
Stan Hales está casado con la también exbadmintonista Diane Hales y tienen dos hijos: Karen, graduada del Swarthmore College y de la Stanford University (Ph.D.), actualmente en la facultad del Davidson College, y Chris, graduado de la Stanford University y de la Yale School of Law, quien actualmente trabaja como asistente del fiscal de distrito en Sacramento, California